# Samuel Cecil Salmon
Samuel Cecil Salmon (1885-1975) est un ingénieur agronome américain, qui est attaché aux forces d'occupation américaines au Japon après la Seconde Guerre mondiale. Il travaille pour le Service de recherche agronomique et pendant son séjour au Japon, Cecil Salmon collecte 16 variétés d'échantillons de blé, dont une souche naine de blé tendre, 'Norin 10', qui a par la suite déclenché la Révolution verte.

## Biographie
Salmon est né dans le Dakota du Sud et obtient un BSc de l'université d'État du Dakota du Sud, un MSc de l'université d'État du Kansas et un doctorat de l'université du Minnesota.
Il enseigne et mène des recherches sur la production de blé dans l'État du Kansas de 1913 à 1931. En 1931, il devient agronome principal à l'Office of Cereal Crops and Diseases du département de l'Agriculture des États-Unis (USDA).
Alors qu'il est consultant en cultures céréalières auprès de l'armée d'occupation américaine au Japon après la Seconde Guerre mondiale, Salmon remarque les blés semi-nains vigoureux et productifs sélectionnés au Japon. Il collecte 16 variétés de blés, dont 'Norin 10' et envoie des échantillons de graines de ces blés à la Small Grains Collection de l'USDA.
Ces semences sont utilisées par Orville Vogel à l'université d'État de Washington pour créer la variété 'Gaines', qui détient le record mondial de rendement en blé, et 'Norin 10' est utilisée par Centre international d'amélioration du maïs et du blé (CIMMYT) au Mexique pour développer les variétés qui ont permis de lancer la Révolution verte.
Cecil Salmon passe ensuite deux ans aux Philippines où il participe à la réhabilitation  de Collège d'agriculture de l'université des Philippines à Los Baños (UPLB) et effectue quatre tournées avec l'Agence des États-Unis pour le développement international.